# معركة ميرهاملي
معركة ميرهاملي (بالإنجليزية: Battle of Merhamli) هي كجزءًا من حرب البلقان الأولى بين جيوش بلغاريا والدولة العثمانية ووقعت المعركة في الفترة ما بين 14 و27 نوفمبر 1912، فبعد سلسلة من الاشتباكات الطويلة في جميع أنحاء تراقيا الغربية ، حاصرت القوات البلغارية بقيادة الجنرال نيكولا جينيف والعقيد ألكسندر تانيف مفرزة كيركالي التي يبلغ قوامها 10000 فرد تحت قيادة محمد يافير باشا . في محيط قرية ميرهاملي (الآن بيبليوس في اليونان الحديثة) ، حيث لم يتكمن الا عدد قليل فقط من العثمانيين من عبور نهر ماريتسا، بينما استسلم الباقي في اليوم التالي في 28 نوفمبر 1912.

## تطورات حرب البلقان الأولي حتى نوفمبر
في بداية عام 1912 عندما نما النزاع بين الدولة العثمانية - الجبل الأسود ومن ثم تطور إلى حرب على نطاق البلقان كله ، تركزت القوى الرئيسية للخصوم في تراقيا الشرقية ومقدونيا ، وخلال معركة لول بورغاس (28 أكتوبر - 2 نوفمبر) تم سحق الجيش الشرقي العثماني من قبل البلغار ودفعهم إلى القسطنطينية وجاليبولي ، بينما في 9 نوفمبر استولى اليونانيون على سالونيك . 
كانت الاشتباكات في جبال رودوب خلال الشهر الأول من الحرب محدودة، ومن ثم بعد سيطرة البلغاريين على كردجالي (21 أكتوبر) وسموليان (26 أكتوبر) ، اتخذت القوات البلغارية مواقع دفاعية، من جانب اخر فشلت المحاولات العثمانية لهجمات مضادة ضد كاردجالي وسموليان ( معركة ألميدير ) واستقر الخط الأمامي على طول نهر أردا . 
كانت المهمة الرئيسية لفيلق كيركالي العثماني الذي تمركز في رودوبيس الشرقية منع البلغاريين من قطع الاتصالات البرية بين الجيوش العثمانية في تراقيا ومقدونيا، ومع ذلك ، بعد نجاحات حلفاء البلقان في الشرق والغرب ، أصبحت هذه المهمة عديمة الجدوى وبعد أن أصدرت القيادة العليا البلغارية تقدمًا نحو ميناء ديديجاتش المهم ، أصبح وضع القوة العثمانية حرجًا فأمر قائدها محمد يافر باشا بالانسحاب إلى جاليبولي . 

## مطاردة القوات العثمانية

### عمليات مفرزة رودوبي
بعد سقوط سالونيكا لحلفاء البلقان ، غيرت مفرزة رودوبي اتجاه تقدمها، من سيريس والدراما وتوجهت مفرزة الجنرال ستيليان كوفاتشيف شرقًا واستولت على كسانثي في 20 نوفمبر، وبعد ستة أيام قواته دخلت ديديجاتش . 

### عمليات مفرزة كردهالي
في معركة توريسي في 20 نوفمبر / تشرين الثاني ، هزمت مفرزة كردهالي (اللواء الثالث من فيلق المتطوعين المقدونيين - أدريانوبوليتان ، فوجان مختلطان وفرق أخرى) الحرس العثماني ودخلت جيوميورجينا في اليوم التالي، وبعد عدة أيام من السير شرق رودوبس أعطى الجنرال جينيف قواته قسطًا من الراحة، و في 25 تشرين الثاني استمرت المفرزة بالتقدم شرقا. 

### عمليات لواء الفرسان المختلط
في 15 نوفمبر ، استولى لواء الفرسان المختلط تحت قيادة العقيد تانيف على سوفلو ، وبعد ذلك تقدم مع اللواء الثاني لفيلق المتطوعين المقدونيين - أدريانوبوليتان ، فسار جنوبًا على طول ماريتسا ، وفي 18 نوفمبر استولى على فيريس وفي 19 نوفمبر استولى ديديجاش، ومع ذلك ، ازدادت مخاوف العقيد تانيف إزاء أنباء تقدم القوات العثماني ، فتراجع مرة أخرى إلى سوفلو تاركا 150 متطوعا في ديديجاتش. 
في 26 نوفمبر / تشرين الثاني ، وصلت قوات محمد يافير باشا إلى ميرهاملي وبدأ في عبور ماريتسا ولكن بسبب الأمطار الغزيرة ، تمكن فقط نحو 1500 إلى 2000 رجل من من الوصول إلى الضفة اليسرى حتى ظهر اليوم التالي، وفي إثناء ذلك ، هاجمت قوات تانيف القوات العثمانية من الشمال بينما هاجمت العثمانيين مفرزة جنيف من الغرب، قام أندرانيك بإطلاق نيران المدفعية لمدة ساعتين ، مما دعي محمد يافر باشا إلى وقف إطلاق النار وفي مساء يوم 27 نوفمبر ، أجبر تانيف القائد العثماني على التوقيع على وثيقة للاستسلام،  تم أسر حوالي 9600 من الجنود والضباط العثمانيين . 
انضمت القوات العثمانية التي نجت من الأسر إلى المدافعين العثمانيين في غاليبولي. 

## ما بعد الأحداث
مع الاستسلام في ميرهاملي فقدت الدولة العثمانية تراقيا الغربية ومع نجاح البلغار هذا ، أمّن لواء الفرسان المختلط وفصيلة كردهالي الجزء الخلفي من الجيش الثاني الذي كان يحاصر ادرنة وسيطر علي الإمدادات للجيشين الأول والثالث في تشاتاليا . 